# 山猫は眠らない2 狙撃手の掟
『山猫は眠らない2 狙撃手の掟』（やまねこはねむらない2 そげきしゅのおきて、Sniper 2）は、2002年のアメリカのテレビ向けアクション映画。
クレイグ・R・バクスリーが監督し、トム・ベレンジャー、ボキーム・ウッドバイン、ダン・バトラーおよびリンデン・アシュビーが出演した本作は2002年12月28日にCinemaxで初公開され、2003年3月11日にトライスター・ホームエンタテインメントからビデオをDVDが発売された。本作はシリーズの元々の配給会社であるトライスターからの最後の『山猫は眠らない』シリーズ作品となった。
本作では民族浄化攻撃の責任を負うセルビアの将軍の暗殺を命じられた海兵隊の狙撃手と観測手について描いている。1993年の映画『山猫は眠らない』の続編であり、同作に始まるシリーズの2作目にあたる。

## あらすじ
前作で指を切断した後で除隊した、元アメリカ海兵隊武装偵察部隊前哨狙撃兵トーマス・ベケット（トム・ベレンジャー）は、自宅でCIA職員ジェームズ・エックルズ（ダン・バトラー）およびダン・マッケナ大佐（リンデン・アシュビー）の訪問を受ける。射撃に使用する人差し指を失ったのにもかかわらず、ベケットはいまだに射撃技能を有している。海兵隊在籍中のベケットの印象的な経歴とともにこのことを勘案して、ベケットにセルビアのイスラム教徒地域での奇襲民族浄化作戦を指揮した責任を負う反逆したセルビア軍将軍ミレ・ヴァルトリアの暗殺任務が託される。CIAはヴァルストリアの行動が当該地域でのより大きな紛争に発展することを恐れている。ベケットは作戦への参加を承諾するが、もう一人、観測手の同行を要求する。ベケットは自分を裏切った連邦職員を殺害した廉で死刑囚監房にいる、経験豊富なアメリカ陸軍の狙撃手ジェイク・コール（ボキーム・ウッドバイン）と引き合わされる。コールは釈放され、任務に参加すれば赦免される。
セルビアに降り立ったのち、ベケットとコールはカトリック大聖堂を目指す。そこで二人はソフィア（エリカ・マロジャーン）という非合法レジスタンス運動活動家と出会う。ソフィアは二人をヴァルストリアが現れるはずの区域を見下ろす、政府庁舎の近くにある自分のアパートに連れて行く。翌朝、ベケットは標的を暗殺する。バルトリアの殺害によって都市は封鎖される。本来の脱出地点が危険になったので、コールとベケットは別の脱出案を見つけることを余儀なくされる。路面電車に乗り込んでいると近くにいた兵士たちが車を止めて二人を逮捕しようとするが、両名は路面電車を乗っ取ってパトカーに衝突させる。二人はすぐに路面電車から降りて、通りを走り抜ける。コールは捕らえられ、ヴァルストリアの部下たちがいわゆる「特殊な敵」を入れる刑務所に入れられるが、ベケットは逃げきる。
その夜、ベケットはソフィアと落ち合い、コール救出の計画を立てる。ソフィアの兄弟のゾランとヴォジスラフ（フェレンク・コヴァックスおよびバルナ・イリエス）の助けを借りて、翌日コールと仲間の囚人が処刑される刑務所へと運ぶトラックを足止めする。彼らは車列を待ち伏せし、コールと平和主義者で政治的反体制派のパヴェル（タマーシュ・プスカシュ）をトラックから運び出し、ゾランが運転してきたヴァンに載せる。コールはベケットにヴァルストリアの暗殺は自分を捕らえさせてパヴェルを刑務所から救い出し、セルビアから連れ出すために仕組まれたことだと認める。その夜、脱出地点に指定されたはずの廃工場で、一行は戦車と歩兵の待ち伏せにあう。ヴォジスラフとゾランはこの攻撃で死亡し、下水道を通って工場から脱出したベケットは、ソフィアにグループから離脱して去るように命じる。
工場から少し離れたところで、パヴェルは自分の友人であるナウザード（ゾルタン・セレス）が住むイスラム教徒の街、コムラに向かうことを主張する。
ナウザードと一行が会うと、ナウザードは一行を国境へと運ぶバスに載せることで手助けすると申し出る。数時間のうちに川を渡ったが、予期せぬ検問所に行き当たり、徒歩で二次脱出地点に向かうことになる。一方、マークス大尉（キャン・トゲイ）は3人が離れた直後のバスを捜索し、彼らがシマンドに向かったのではないかとの疑いをもつ。マークスはトラッカー（ベラ・ヤーキ）に特殊部隊をシマンドに連れて行くように命じる。
3人がシマンドに着くと、町の外の森で特殊部隊のチームに待ち伏せされ、パベルは腕の筋肉に軽い傷を負う。
3人がチーム全員を倒した後、彼らは町に入ることを余儀なくされる。トラッカーは町の工場に穴を開け、3人を狙撃する。ベケットはコールに自分がトラッカーを引き付けるので、パベルを脱出地点に連れ出すように命令する。コールは狙撃されて深手を負うが、ベケットが救出する。パベルトベケットが負傷したコールをヘリコプターに運び込んで飛び立ったその時に、マークス大尉率いるセルビアの援軍が到着する。ヘリコプターの中で、ベケットとパベルはコールの傷が酷いことに気が付く。コールは「自由だ!」と言い、傷に倒れる。

## 登場人物
トーマス・ベケット
演 - トム・ベレンジャー
上級特務曹長。現在はハンターツアー。要請を受けてスナイパーとして復帰する。
ジェイク・コール
演 - ボキーム・ウッドバイン
アメリカ陸軍の狙撃手。スナイパーとしての腕はよく、心構えも出来ている。連邦捜査官を殺害したことで死刑判決を受けるが任務に成功することで無罪放免となる条件で赴くが実は極秘任務のために捕まった。最後は撃たれて瀕死になるがスナイパーとして死ねることを誇りに思いながら亡くなった。
パヴェル
演 - タマス・プスカ
政治的反体制派。ベケットとコールに護衛してもらう。平和主義者だが時には武力も大事という考えも持つ。
ジェームズ・エックルズ
演 - ダン・バトラー
CIA職員。ベケットに任務を依頼する。
ダン・マッケナ
演 - リンデン・アシュビー
大佐。ベケットに任務を依頼する。
ソフィア
演 - エリカ・マロジャーン
非合法レジスタンス。現地の連絡員。ベケットたちに協力する。
ヴォジスラフ
演 - バルナ・イリエス
ソフィアの兄弟。
ゾラン
演 - フェレンク・コヴァックス
ソフィアの兄弟。
ミレ・ヴァルストリア
演 - ペテル・リンカ
ベケットとコールに倒される。身長184cm。

## キャスト
| 役名                           | 俳優                     | 日本語吹替 | 日本語吹替   | 日本語吹替 |
| 役名                           | 俳優                     | ソフト版   | テレビ東京版 |            |
| ------------------------------ | ------------------------ | ---------- | ------------ | ---------- |
| トーマス・ベケット上級特務曹長 | トム・ベレンジャー       | 安原義人   | 谷口節       |            |
| ジェイク・コール               | ボキーム・ウッドバイン   | 乃村健次   | 江川央生     |            |
| パヴェル                       | タマス・プスカ           | 田原アルノ | 井上倫宏     |            |
| CIA職員ジェームズ・エックルズ  | ダン・バトラー           | 西村知道   | 野島昭生     |            |
| ダン・マッケナ大佐             | リンデン・アシュビー     | 高瀬右光   | 木下浩之     |            |
| ソフィア                       | エリカ・マロジャーン     | 加藤優子   | 大坂史子     |            |
| ヴォジスラフ                   | バルナ・イリエス         |            |              |            |
| ゾラン                         | フェレンク・コヴァックス |            |              |            |
| クリート                       | デニス・ヘイデン         |            |              |            |
| マークス大尉                   | キャン・トゲイ           |            |              |            |
| ミレ・ヴァルストリア           | ペテル・リンカ           |            |              |            |
| セルビア軍少尉                 | アコス・ホルヴァス       |            |              |            |
| 顔に傷のあるセルビア人狙撃手   | ベラ・ヤーキ             |            |              |            |
| セルビアの影法師               | ラスツロ・アロン         |            |              |            |
| 囚人                           | リュカクス・ビクスキー   |            |              |            |
| ナウザード                     | ゾルタン・セレス         |            |              |            |
| トニー                         | タス・スゼレシ           |            |              |            |

- ソフト版

その他吹き替え：宗矢樹頼、前島貴志、水野龍司、辻親八、志村知幸、花輪英司、すずき紀子、御園行洋、木下尚紀
演出：春日一伸、翻訳：久布白仁司、調整：並木晃、制作：ムービーテレビジョン
- テレビ東京版：初回放送2007年6月21日『木曜洋画劇場』

その他吹き替え：安元洋貴、徳本恭敏、金尾哲夫、秋元羊介、廣田行生、奥田啓人、田坂秀樹、新明茉璃、三浦潤也、木下尚紀
演出：清水勝則、翻訳：日笠千晶、調整：大浦伸浩、効果：南部満治、制作：ザック・プロモーション

## 評価

### 評論家の反応
eFilmCritic.com のスコット・ワイバーグは本作に5点満点の2.5点を与え、「3ドルで借りる価値があるかもしれない、安上がりなシューティングゲーム！」と記した。
本作は技術的な欠陥について批判されている。例えば、セルビア人がセルビア語ではなくハンガリー語を話していた（セルビア人を演じる俳優は、全員セルビア人ではなくてハンガリー人であり、コールはハンガリー語ですらない意味不明の言語を話していた）。